# Tarnowskie Góry
Tarnowskie Góry este un oraș în Polonia.